# Ctenapseudes extravaganza
Ctenapseudes extravaganza is een naaldkreeftjessoort uit de familie van de Parapseudidae. De wetenschappelijke naam van de soort is voor het eerst geldig gepubliceerd in 1996 door Bamber, Aryananda & Silva.